# Virgen de los Dolores y los Santos Pasos
En Murcia, en la Iglesia Parroquial de san Miguel Arcángel, a la derecha del altar, descansa una Virgen obra de Francisco Salzillo; Nuestra Señora Virgen de los Dolores y los Santos Pasos. Según la tradición, la larga devoción en la Diócesis de Cartagena a los Dolores de Nuestra Señora nace a finales del siglo XVII con la entronización en la citada iglesia de la imagen llegada sobre las aguas del río Segura.
La Dolorosa de los Santos Pasos contó con cofradía propia en el siglo XVII y llegó a ser una 
de las imágenes más veneradas de Murcia. 
Con el paso del tiempo, esta cofradía, una de las más antiguas de la ciudad, se disolvió y hoy en día la imagen es sacada en procesión el sábado de Pasión por la Cofradía  de la Virgen de los Dolores y Santos Pasos y Martes Santo como Virgen del Primer Dolor por la Cofradía del Santísimo Cristo de la Salud.
A finales del 2006 un grupo de jóvenes parroquianos de san Miguel, a iniciativa del párroco, D. Silvestre del Amor, deciden formar un grupo parroquial con la intención de venerar a la Virgen de los Dolores y los Santos Pasos y llegar algún día (Dm.) a “refundar” la antigua cofradía del siglo XVII a la que da nombre.  Así, en los años siguientes, se han realizado diversos actos: Vía Crucis, encuentro con el Cristo de la Misericordia, recorrido por la vida y traslados en los que la Dolorosa, a hombros de sus fieles ha salido a la calle para gozo de todos sus devotos.
El primer Jueves de Cuaresma a las 23:45 horas la Dolorosa sale a hombros de sus estantes en el Vía Crucis de la Parroquia de San Miguel junto al Nazareno de la Misma. En el Vía crucis del 21 de febrero de 2012, estos jóvenes con aportaciones mensuales durante un par de años, consiguen estrenar un nuevo trono para llevar en volandas a su Dolorosa. El tronista, Manuel Lorente, consigue realizar un vistoso trono tallado en madera maciza cubierto de plata coslada. El jueves 15 de febrero de 2013 la Dolorosa de los Santos Pasos ha vuelto a desfliar por los aledaños de San Miguel.
El sábado de Pasión a las doce del mediodía, este grupo parroquial con vocación de cofradía
traslada a la Virgen desde san Miguel a san Juan de Dios, 
recorriendo la plaza de Julián Romea, la emblemática calle Trapería y rodeando la Catedral, para cederla a la Cofradía del Santísimo Cristo de la Salud que la saca en la procesión vespertina.
- Datos: Q5548914